# Vierge Bache
La Vierge Bache ou Vierge à l'Enfant est une peinture à l'huile sur panneau de bois réalisée vers 1508 par le peintre italien Le Titien.

## Composition
Les recherches ont suggéré que l'artiste a placé les personnages au centre de la composition, à la manière de Giovanni Bellini, auprès duquel il a étudié. Le tissu transparent dans lequel Marie place son fils et la plaque de marbre sur laquelle elle est assise engagent le spectateur à méditer sur la naissance du Christ ainsi que sur son destin éventuel.     

## Histoire
L'œuvre est une des premières réalisées par le Titien, vers 1508. 
Son premier propriétaire connu est Jean de Jullienne à Paris vers 1756. Il est ensuite acquis par Brownlow Cecil, 9e comte d'Exeter, dans la collection familiale duquel il reste jusqu'en 1888. Il traverse ensuite plusieurs collections privées avant d'être acquis en 1928 par Jules Bache, dont il porte le nom. Après sa mort, il est acquis par le Metropolitan Museum of Art de New York en 1949. 
Le tableau participe à une dizaine d'expositions au Royaume-Uni et aux États-Unis entre 1894 et 2017.  